# Venator Germany

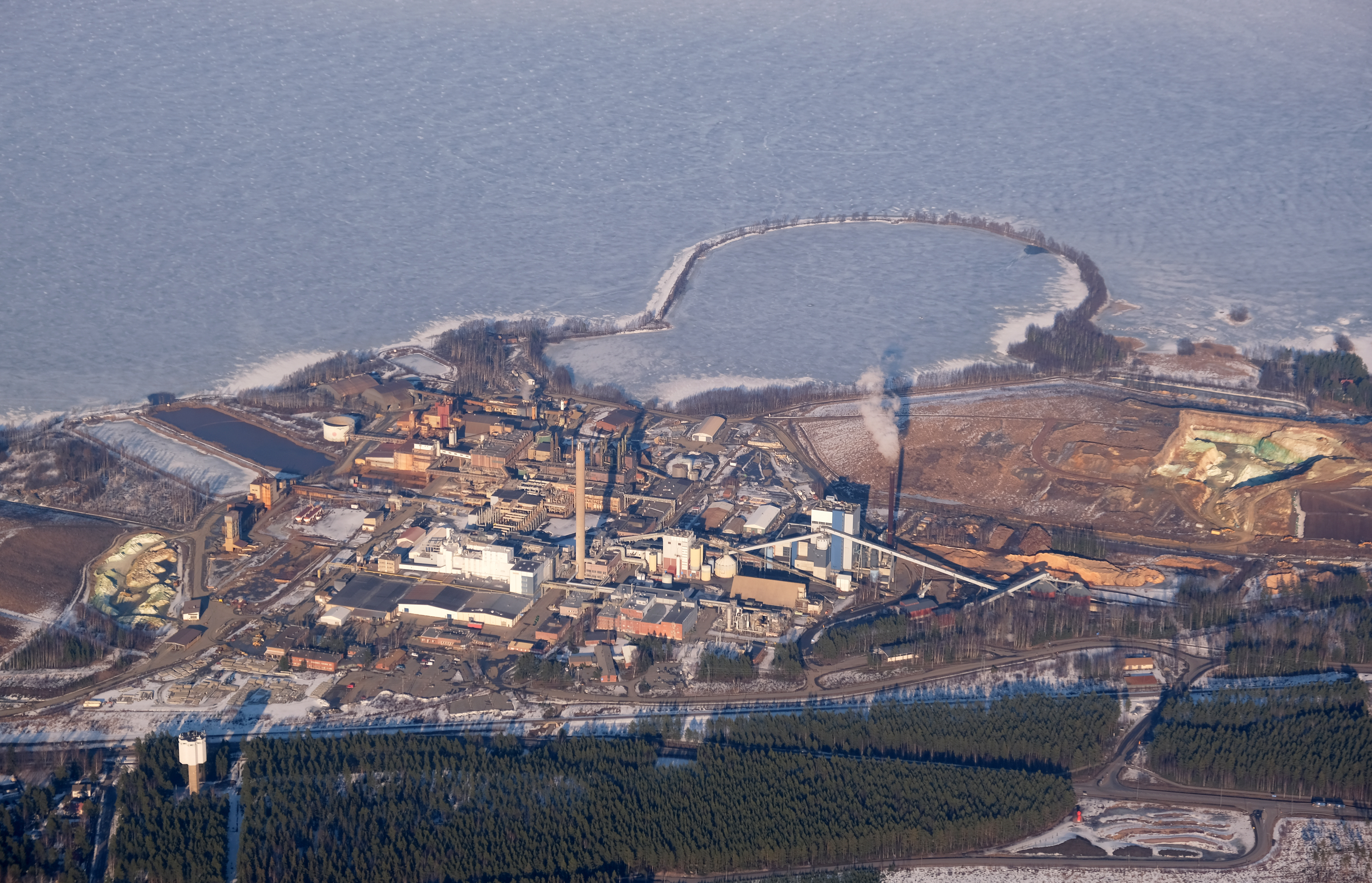
Huntsman Pigments Produktionsstandort in Pori, Finnland

Die Venator Germany GmbH (ehemals Sachtleben Chemie GmbH) ist ein Hersteller von Chemikalien mit dem Schwerpunkt bei der Herstellung weißer Pigmente und Füllstoffe. Das Unternehmen mit Sitz in Duisburg-Homberg hat rund 962 Mitarbeiter und einen Jahresumsatz von etwa 508 Millionen Euro (2020).
Venator Germany stellt Partikel auf der chemischen Basis von Titandioxid, Zinksulfid sowie Bariumsulfat her und vertreibt diese weltweit. Hauptanwendungsgebiete der Sachtleben-Produkte sind zum Beispiel Synthesefasern, Lacke und Farben, Kunststoffe sowie Papier. Sachtleben stellt darüber hinaus spezielle Partikel für die Lebensmittel-, Pharma- und Kosmetikindustrie zur Verfügung. Außerdem ist Venator in den Bereichen Chromatographie, Nanotechnologie und Katalyse sowie in der Herstellung von Baustoffen tätig.
Venator Germany ist führend bei der Herstellung von Spezial-Titandioxidqualitäten für Druckfarben sowie für die Kosmetik-, Pharma- und Lebensmittelindustrie. Die Produktionsanlagen aller drei Standorte arbeiten nach dem Sulfatverfahren.

## Geschichte
Die Firmengeschichte reicht über 150 Jahre zurück. 1878 wurde die Lithopone- und Permanentweißfabrik Schöningen AG mit dem Ziel gegründet, einen neuen Weißfarbengrundstoff auf Basis von Zinksulfid und Bariumsulfat herzustellen. Erst nach Überwindung vieler technischer und chemischer Probleme, deren Lösung der junge Chemiker Rudolf Sachtleben vorantrieb, konnte das Unternehmen gegen Produkte konkurrieren. Lithopone, der erste beständige Weißfarben-Grundstoff, ersetzte fortan die bis dahin übliche giftige Bleiweißfarbe.
1883 übernahm Rudolf Sachtleben die Geschäftsleitung und wurde Teilhaber der Sachtleben & Co. Lithopone-Fabrik in Schöningen. Der Erfolg des neuen Produkts und eine kostengünstige Zinkgewinnung durch chlorierende Röstung der Meggener Schwefelkiesabbrände ebneten den Weg für eine schnelle Expansion des Unternehmens. So wechselte die Sachtleben & Co. Lithopone-Fabrik 1892 zum Standort Homberg (heute Duisburg). Der Rhein und das benachbarte Ruhrgebiet boten schon damals optimale Standortbedingungen für Transport, Energie- und Wasserversorgung. Bis 1906 versechsfachte sich die Produktion und eine zweite Produktionsanlage wurde errichtet. Während des Ersten Weltkriegs, in der Nachkriegszeit und der anschließenden Ruhrbesetzung 1923 durch belgische und französische Besatzungstruppen litten auch die Sachtleben-Betriebe unter den Auswirkungen der Inflation.

Aktie über 500 RM der Sachtleben AG für Bergbau und chemische Industrie vom 10. November 1926

Nach dem Ende der Besatzungszeit wurde 1926 mit einem Aktienkapital von zwölf Millionen Reichsmark die Sachtleben Aktiengesellschaft für Bergbau und chemische Industrie mit Gesellschaftssitz in Köln gegründet. Bis 1939, dem Anfang des Zweiten Weltkrieges, stieg die Produktion an Lithopone deutlich an und mit neuen technischen Verfahren gelang es, das Produktportfolio deutlich zu erweitern. Während des Zweiten Weltkriegs wurde Lithopone für den zivilen Bedarf aber auch für Tarnfarbe im Rahmen der Wirtschaft im Nationalsozialismus hergestellt. 1944 kam die Produktion nach schweren Luftangriffen vollständig zum Erliegen. 1946 nahm Sachtleben nach Beseitigung der Kriegsschäden den Betrieb wieder auf.
Bereits Mitte der 1950er Jahre zeigte sich, dass die Eigenschaften von Titandioxid denen der Lithopone in vielen Anwendungen überlegen sind. Deshalb bildeten 1959 Sachtleben und DuPont de Nemours in Wilmington (USA) ein Joint Venture, die Pigment Chemie GmbH. 1960 begannen die Planung und der Bau der Titandioxid-Anlage und der Schwefelsäurefabrik. 1962 begann Sachtleben in Homberg am Niederrhein (seit 1975 Stadtteil von Duisburg) mit der Titandioxid-Produktion nach dem Sulfatverfahren. 1963 lag die Jahresproduktion bei 18.000 Tonnen Titandioxid. Gegenwärtig beträgt die Jahresproduktion je rund 100.000 Tonnen Titandioxid an den Standorten Duisburg und Krefeld sowie rund 130.000 Tonnen Titandioxid am Standort Pori in Finnland. 1971 wurde ein Braunkohlekraftwerk am Standort Duisburg in Betrieb genommen, welches auch heute noch die Prozesswärme liefert.
Im Jahr 1973 fällte Sachtleben die strategische Entscheidung, sich auch im zukunftsträchtigen Wasserchemiesegment zu engagieren. Im Jahr 1996 erfolgte die Übernahme der EKOKEMI in Ibbenbüren und damit zugleich eine umfassende Erweiterung der Produktpalette im Bereich Wasserchemie. Mit Inbetriebnahme der Mitteldeutschen Wasserchemie (MIWAC) im Jahr 2000 baute Sachtleben seine Position als einer der führenden Flockungsmittel-Hersteller in Zentraleuropa aus. Mit dem damaligen Joint Venture zwischen Sachtleben und Kemira Oy im Jahr 2008 wurde die Sachtleben Wasserchemie ausgegliedert, da das Joint Venture nur die Pigmentproduktion der beiden Firmen umfasste. Die Sachtleben Wasserchemie ist heute ein eigenständiges Unternehmen innerhalb der Rockwood-Gruppe.
Im Jahr 2000 wurde eine Nanotechnologie-Produktionsanlage gebaut. Ultrafeine Titandioxid-Partikel finden unter anderem als UV-Schutz sowohl in der Kunststoff-, Farben- und Lack-Industrie als auch in der kosmetischen Industrie Verwendung. Die Anlage wurde modular konzipiert und kann mit den Markterfordernissen wachsen.

## Entwicklung der Konzernstrukturen
1972 wurde Sachtleben vollständig in den Metallgesellschaft-Konzern eingegliedert. Bereits seit 1926 hielt die Metallgesellschaft die Aktienmehrheit. Innerhalb der Metallgesellschaft wurde Sachtleben Teil der Dynamit-Nobel-Gruppe, einer 100%igen Tochtergesellschaft der Metallgesellschaft. Die Dynamit Nobel AG war innerhalb des Konzerns bis 2004 verantwortlich für die Chemieaktivitäten der Metallgesellschaft, die seit 2000 als mg technologies firmierte.
Im Jahr 2004 wurde das Unternehmen von der multinationalen Firmengruppe Rockwood Holdings übernommen. Im September 2008 bildete die Rockwood Holdings zusammen mit der finnischen Kemira ein Joint Venture. Darin wurden die Titandioxid- und Funktionsadditiv-Aktivitäten von Rockwood (Produktion in Duisburg, Deutschland) und das Titandioxidgeschäft von Kemira (Produktion in Pori, Finnland) zusammengefasst. Mit der Übernahme der Produktionsanlagen des insolventen Krefelder Mitbewerbers Crenox GmbH, einer ehemaligen Bayer-Tochter, im Jahr 2012 wurde die Produktionskapazität für Titandioxid um weitere 100.000 auf 340.000 Jahrestonnen erhöht.
Anfang 2013 übernahm die Rockwood Holdings, Inc. die Joint Venture Beteiligung der finnischen Kemira Oyj. Bis zum 30. September 2014 blieb die Sachtleben GmbH ein rechtlich selbständiges, 100%iges Tochterunternehmen der Rockwood Holdings. Am 1. Oktober hat die Huntsman Corporation den Geschäftsbereich Performance Additive und Titandioxid von der Rockwood Holdings und damit der Sachtleben Chemie GmbH übernommen. Am 2. November 2015 wurde die Gesellschaft in Huntsman P&A Germany GmbH umbenannt. Die Pigmentsparte von Huntsman P&A wurde 2017 in eine eigene Gesellschaft mit dem Namen Venator Materials ausgegliedert und an die Börse gebracht. Der Konzern hat heute seinen Sitz in Wynyard, Stockton-on-Tees, Vereinigtes Königreich, und beschäftigt mehr als 4.000 Mitarbeiter an 27 Produktionsstandorten. Am 19. März 2018 wurde die deutsche Gesellschaft schließlich in Venator Germany GmbH umfirmiert.

## Umsatzverteilung
Die globale Umsatzverteilung (2012):
- ≈ 55 % Europa
- ≈ 20 % Asien /Pazifik
- ≈ 20 % Amerika
- ≈ 5 % Afrika

## Standorte
- Venator Germany GmbH, Duisburg
- Venator Uerdingen GmbH, Krefeld
- Venator Wasserchemie GmbH, Ibbenbüren
- Venator Pigments GmbH & Co. KG, Walluf

## Vertriebsbüros und Partner
- Duisburg
- New York – Sachtleben Corporation, White Plains, Vereinigte Staaten
- Shanghai – Sachtleben Chemie Shanghai, Shanghai, China
- Helsinki – Sachtleben Chemie GmbH, Helsinki, Finnland
- 85 Distributionspartner weltweit